# Olenecamptus malayensis
Olenecamptus malayensis är en skalbaggsart som beskrevs av Dillon 1948. Olenecamptus malayensis ingår i släktet Olenecamptus och familjen långhorningar. Inga underarter finns listade i Catalogue of Life.